# Utedai
Utedai ist ein osttimoresischer Ort im Suco Odomau (Verwaltungsamt Maliana, Gemeinde Bobonaro). Das Dorf liegt im Nordwesten der Aldeia Guenuha’an, auf einer Meereshöhe von 164 m. Westlich fließt der Sosso, ein Zufluss des Nunuras. Die Häuser des Ortes liegen verstreut an den drei Straßen, die hier aufeinander treffen. Die meisten Gebäude befinden sich an der Straße, die nach Südosten in die Gemeindehauptstadt Maliana führt, nach Norden kommt man zum Dorf Cor Luli und die Straße nach Südwesten erreicht schließlich das Dorf Tunu Bibi.